# Анкени, Несмит
Несмит Корнетт Анкени (1927, Уолла-Уолла, Вашингтон — 4 августа 1993 года, Сиэтл) — американский математик, специалист по теории чисел.

## Биография
После службы в армии обучался в Стэнфордском университете. В 1950 году защитил докторскую диссертацию в Принстонском университете под руководством Эмиля Артина. Был стипендиатом Принстонского университете и Института высших исследований, а с 1952 по 1955 работал доцентом в университете Джонса Хопкинса, после чего продолжил научную деятельность в MIT. В 1958 году стал стипендиатом фонда Гуггенхайма. В 1964 году получил звание профессора. Вышел на пенсию в 1992 году.
Основные направления научных исследований Анкени находились в области аналитической теории чисел, а также следствий обобщенной гипотезы Римана.
В сферу его интересов входила теория игр и, в частности, специфика азартных игр: он написал книгу по математическому анализу покерной стратегии, в которой особенное внимание уделил блефу.